# Tânia Martins
Elvira Tânia Lopes Martins, coneguda artísticament com Tânia Martins   (Licínio de Almeida, 23 de gener de 1957 - Vitória da Conquista, 25 de novembre de 2021), va ser una poeta, actriu i mestra brasilera.

## Biografia
Originària del districte de Tauape (que antigament pertanyia a Urandi i ara integra el territori de Licínio de Almeida), era filla del matrimoni d'Edvardes Santana Martins i Ana Evangelina Lopes, realitzà els estudis primaris a la seua terra natal, i fou a Caetité per estudiar secundària. Des dels onze anys comença a versificar. A Caetité publicà la primera poesia: Sou, en el diari universitari de Salvador. Cursà magisteri, obtenint-ne la llicenciatura el 1975. Retorna al districte de naixement i hi ensenya fins a 1985. Allí ajuda en la fundació del Centre Educacional Cenecista Padre Anchieta.
Al 1986 es trasllada definitivament a Caetité, per raons familiars. Ensenya per un breu període en l'Institut d'Educació Anísio Teixeira i en el G. I. Monsenhor Basts. Publica poemes en els diaris Tribuna do Sertâo, O Tibagi (de Telêmaco Borba, a Paraná) i O Impacto (de Vitória da Conquista). A partir de la dècada de 1990 col·labora en el periòdic Imagem amb els seus poemes i en la redacció i revisió.

## Obra poètica
- 1993: publica el primer poemari –Folha solta[2]– amb el suport de Francisco Adauto R. Prates. Hi reuneix algunes de les poesies escrites al llarg de la seua vida.
- agost de 2000: publica Velas, que és adoptat com paradidàctic en les activitats educatives a la ciutat de Caetité.[2]
- 2000. Bordeaux com asas. Editor Cone Sul, 63 pàg. ISBN 8585898488, [[Special:BookSources/9788585898489|ISBN 9788585898489.]]
- 2002: publica el tercer llibre poètic: Questão de escolha, en què exposa la seua maduresa lírica.

Altres treballs
- Verso natural, 2004
- Pura beleza, 2004
- O medo i a ternura, 2005

## Activisme cultural
Sempre implicada en moviments culturals, planificà la creació d'una acadèmia de lletres a Caetité, sement que finalment veié germinar l'any 2001. Té la cadira número 3 Anísio Spínola Teixeira de l'Acadèmia de Caetité de Lletres. Allí també actuà en la secretaria editorial, traient a la llum els seus treballs en la revista Selecta Acadêmica, col·laborant-hi amb els seus versos, i en el treball de publicació editorial.
A l'octubre del mateix any participà en la producció del llibre Talhos e retalhos, de la Secretaria Municipal d'Educació, obra pionera en divulgació i incentiu de l'art de l'escriptura en escoles públiques de Caetité. El 2005, després d'una campanya de quatre anys, fa la primera edició del llibre col·lectiu de l'"Acadèmia Caetiteense", titulat Broto.

## Honors
- Antologia i memòria en el VIIé Festival d'hivern de Bahia[5]

Ciutadana destacada
- 12 de desembre de 2009: designada en la Sessió Solemne de la Cambra Municipal de Caetité[6]